# Audiodescriptie
Audiodescriptie, ook wel beeldbeschrijving of audiobeschrijving genoemd, is een manier om kunstvormen zoals theater, opera en dans en mediaproducten zoals film, dvd en televisie toegankelijk te maken voor blinden en slechtzienden. Scènes worden op een heldere, beknopte manier beschreven, waarbij de audiodescriptie in de natuurlijke pauzes wordt ingelast om interferentie met dialogen, muziek en geluidseffecten zoveel mogelijk te voorkomen. Op deze manier bewerkte films hebben veel weg van een hoorspel. 
Audiodescriptie wordt ook toegepast bij audiotours door museums. Naast de standaardinformatie die bij de werken hoort, krijgt de bezoeker ook levendige beschrijvingen van de kunstwerken en meestal ook aanwijzingen om de weg te vinden. Daarnaast bieden musea vaak voelelementen aan die blinde en slechtziende bezoekers kunnen aftasten.
Live-audiodescriptie wordt toegepast bij live-evenementen. Zo’n evenement kan een theatervoorstelling zijn, maar ook een muziekfestival, processie, congres of een privésituatie zoals een bruiloft. Bij live-audiodescriptie is de audiobeschrijver aanwezig tijdens het evenement en geeft hij of zij rechtstreeks commentaar. De vertelstem die de blinden en slechtzienden horen tijdens het evenement is die van de beschrijver. Audiobeschrijvers voor live-evenementen worden ook wel ‘blindentolken’ genoemd. Eén of twee blindentolken zijn in het theater of op de locatie aanwezig en beschrijven de visuele aspecten van de voorstelling, al dan niet voorafgegaan door een audio-introductie en/of meet & feel inleiding. Blinde en slechtziende mensen horen de audiobeschrijving via een hoofdtelefoon met een beschikbaar gestelde kleine ontvanger.
Voor vooraf opgenomen audiodescriptie bij bijvoorbeeld film en televisie dienen gebruikers op hun telefoon de app Earcatch te installeren. Deze app is verkrijgbaar via de verschillende appstores.